# Wout Weghorst
Wout François Maria Weghorst (ur. 7 sierpnia 1992 w Borne) – holenderski piłkarz, występujący na pozycji napastnika w Ajaxie Amsterdam oraz w reprezentacji Holandii. Uczestnik Mistrzostw Europy 2020, Mistrzostw Świata 2022 i Mistrzostw Europy 2024.

## Kariera
Swoją profesjonalną karierę Weghorst rozpoczął w drugoligowym, holenderskim klubie FC Emmen. W 2014 został kupiony do klubu z Eredivisie, Heraclesa Almelo. W lipcu 2016 podpisał kontrakt z AZ Alkmaar.
13 stycznia 2023 roku został wypożyczony na pół sezonu do Manchesteru United. W nowym klubie zadebiutował pięć dni później w zremisowanym 1:1 meczu przeciwko Crystal Palace, zostając zmienionym w 69 minucie spotkania przez Scotta McTominaya. Pierwszą bramkę dla Manchesteru United zdobył 25 stycznia 2023 roku w wygranym 0:3 meczu przeciwko Nottingham Forest.

## Statystyki klubowe
(aktualne na 1 lipca 2023)
| Klub                     | Sezon              | Liga               | Liga  | Liga   | Puchar kraju | Puchar kraju | Puchar Ligi Angielskiej | Puchar Ligi Angielskiej | Europa | Europa | Inne  | Inne   | Suma  | Suma   |
| Klub                     | Sezon              | Liga               | Mecze | Bramki | Mecze        | Bramki       | Mecze                   | Bramki                  | Mecze  | Bramki | Mecze | Bramki | Mecze | Bramki |
| ------------------------ | ------------------ | ------------------ | ----- | ------ | ------------ | ------------ | ----------------------- | ----------------------- | ------ | ------ | ----- | ------ | ----- | ------ |
| FC Emmen                 | 2012/13            | Eerste divisie     | 28    | 8      | 2            | 0            | –                       | –                       | –      | –      | –     | –      | 30    | 8      |
| FC Emmen                 | 2013/14            | Eerste divisie     | 34    | 12     | 2            | 1            | –                       | –                       | –      | –      | –     | –      | 36    | 13     |
| Heracles Almelo          | 2014/15            | Eredivisie         | 31    | 8      | 3            | 1            | –                       | –                       | –      | –      | –     | –      | 34    | 9      |
| Heracles Almelo          | 2015/16            | Eredivisie         | 33    | 12     | 2            | 1            | –                       | –                       | –      | –      | 4     | 2      | 39    | 15     |
| AZ Alkmaar               | 2016/17            | Eredivisie         | 29    | 13     | 4            | 0            | –                       | –                       | 12     | 1      | 4     | 4      | 49    | 18     |
| AZ Alkmaar               | 2017/18            | Eredivisie         | 31    | 18     | 6            | 9            | –                       | –                       | –      | –      | –     | –      | 37    | 27     |
| VfL Wolfsburg            | 2018/19            | Bundesliga         | 34    | 17     | 2            | 1            | –                       | –                       | –      | –      | –     | –      | 36    | 18     |
| VfL Wolfsburg            | 2019/20            | Bundesliga         | 32    | 16     | 2            | 2            | –                       | –                       | 9      | 2      | –     | –      | 43    | 20     |
| VfL Wolfsburg            | 2020/21            | Bundesliga         | 34    | 20     | 4            | 3            | –                       | –                       | 3      | 2      | –     | –      | 41    | 25     |
| VfL Wolfsburg            | 2021/22            | Bundesliga         | 18    | 6      | 1            | 1            | –                       | –                       | 5      | 0      | –     | –      | 24    | 7      |
| Burnley                  | 2021/22            | Premier League     | 20    | 2      | 0            | 0            | 0                       | 0                       | –      | –      | –     | –      | 20    | 2      |
| Burnley                  | 2024/25            | Championship       | 2     | 0      | 0            | 0            | –                       | –                       | 0      | 0      | –     | –      | 2     | 0      |
| Besiktas JK (wyp.)       | 2022/23            | Süper Lig          | 16    | 8      | 2            | 1            | –                       | –                       | –      | –      | –     | –      | 18    | 9      |
| Manchester United (wyp.) | 2022/23            | Premier League     | 17    | 0      | 5            | 0            | 3                       | 1                       | 6      | 1      | –     | –      | 31    | 2      |
| TSG 1899 Hoffenheim      | 2023/24            | Bundesliga         | 28    | 7      | 2            | 0            | –                       | –                       | 0      | 0      | –     | –      | 30    | 7      |
| Ajax Amsterdam           | 2024/25            | Eredivisie         | 24    | 10     | 2            | 0            | –                       | –                       | 5      | 1      | –     | –      | 31    | 11     |
| Ogólnie w karierze       | Ogólnie w karierze | Ogólnie w karierze | 411   | 157    | 39           | 20           | 3                       | 1                       | 40     | 7      | 8     | 6      | 501   | 191    |

## Sukcesy
Manchester United
- Puchar Ligi: 2022/2023